# مركز الذكاء الاصطناعي للطاقة
مركز الذكاء الاصطناعي للطاقة هو مركز سعودي أطلقه وزير الطاقة الأمير عبد العزيز بن سلمان ورئيس الهيئة السعودية للبيانات والذكاء الاصطناعي (سدايا) عبد الله بن شرف الغامدي في 31 يناير 2021 بهدف تحقيق مستهدفات رؤية السعودية 2030 المشتركة بين وزارة الطاقة وسدايا.

## الأهداف
يهدف المركز إلى:
- تعزيز الأولويات الوطنية في مجال الطاقة.
- تطوير الذكاء الاصطناعي لخدمة المعرفة.
- جمع الخبرات في قطاع الطاقة.
- تعزيز البيانات التي تركز على الطاقة وابتكار الذكاء الاصطناعي.
- تطوير وقيادة الذكاء الاصطناعي في منظومة الشراكات الإستراتيجية للطاقة في السعودية.[2]